# François-Désiré Mathieu
François-Désiré Mathieu (27 de maio de 1839, Einville-au-Jard , Meurthe-et-Moselle - 26 de outubro de 1908, Londres ) foi bispo e cardeal arcebispo de toulouse.
Recebeu o Prêmio Gobert em 1879 e 1880.

## Biografia
Fez seus estudos na escola diocesana e no seminário da Diocese de Nancy , e foi ordenado sacerdote em 1863. Ele foi contratado sucessivamente como professor na escola (petit séminaire) de Pont-à-Mousson , capelão das dominicanas em Nancy (1879), e pároco de Saint-Martin em Pont-à-Mousson (1890). Enquanto isso, ele ganhou o grau de doutor em letras com uma tese latina e uma francesa, sendo este último premiado com um prêmio da Académie Française por dois anos.
Em 3 de janeiro de 1893, ele foi nomeado ao Bispado de Angers , foi preconizado em 19 de janeiro e consagrado em 20 de março. Ele sucedeu Charles Émile Freppel , um dos bispos mais notáveis de seu tempo, e se esforçou para manter as boas obras de todos os seus antecessores. Para estes, ele acrescentou o trabalho de facilitar a educação de crianças pobres destinadas ao sacerdócio. Ele inaugurou o mesmo empreendimento na Diocese de Toulouse , para a qual foi transferido três anos depois (30 de maio de 1896) por uma ordem formal do papa Leão XIII . Em sua nova visão, ele trabalhou, de acordo com as opiniões deste pontífice, para reunir os católicos ao governo francês.
Com este objetivo, ele escreveu o Devoir des catholiques , uma carga episcopal que atraiu grande atenção e lhe rendeu os parabéns do papa. Além disso, ele foi chamado a Roma para ser cardeal na cúria (19 de junho de 1899).
Tendo renunciado à Sé de Toulouse (14 de dezembro de 1899), suas atividades foram, desde então, absorvidas no trabalho das congregações romanas e em algumas negociações diplomáticas secretas. No entanto, ele encontrou tempo para escrever sobre a Concordata de 1801 e o conclave de 1903 .
Em 1907 foi admitido na Académie Française com um discurso que atraiu muita atenção. A morte chegou a ele inesperadamente no próximo ano em Londres, para onde ele havia ido ajudar no Congresso Eucarístico .

## Link Externo
- (em inglês) Notice biographique sur le site The Cardinals of the Holy Roman Church

1. ↑  «Grand Prix Gobert | Académie française». www.academie-francaise.fr. Consultado em 24 de maio de 2021